# Kornyavölgy
Kornyavölgy (szlovákul Korňa) község Szlovákiában, a Zsolnai kerületben, a Csacai járásban.

## Fekvése
Turzófalvától 6 km-re északnyugatra fekszik, több kis telep tartozik hozzá. A cseh és lengyel határ közelében, festői környezetben található. Közigazgatásilag három kerületre oszlik, ezek Kornya I., Kornya II. és Kornya III. Jelentősebb településrészei: Šprčoka, Zlámaná, U Jendriskov, U Gajdoší, U Ďurkáčí, U Zelenkov, Hrtúsov, Dubačí, Sobčákov, Marcov és a központi falurész, ahol a polgármesteri hivatal is található.

## Története
A trianoni békéig területe Trencsén vármegye Csacai járásához tartozott.
1920 és 1940 között lakói főként külföldön dolgoztak. A második világháború végén közülük sokan a Szudétavidékre költöztek. Lakói zsindelykészítők, fonók voltak, illetve idénymunkákon dolgoztak. A községet csak 1954-ben alakították ki Turzófalva határából két korábbi település, Alsó- és Felsőkornya egyesítésével.

## Népessége
| Év:            | 1994. | 2004.   | 2014.   | 2024.   |
| -------------- | ----- | ------- | ------- | ------- |
| Emberek száma: | 2338  | 2237    | 2077    | 2020    |
| Eltérés:       |       | -4,31 % | -7,15 % | -2,74 % |

| Év:            | 2023. | 2024.   |
| -------------- | ----- | ------- |
| Emberek száma: | 2025  | 2020    |
| Eltérés:       |       | -0,24 % |

1950-ben 2412 lakosa volt.
2001-ben 2266 lakosából 2222 szlovák volt.
2011-ben 2142 lakosából 2071 szlovák volt.

## Nevezetességei
- Modern katolikus temploma 1994-ben épült.
- A közeli 787 m magas Živčáková hegy egy régi Mária-jelenés színhelye, a hegyre egy a zarándokok által kitaposott ösvény vezet fel. A hegyen kápolna található.
- Határában paraffinolaj forrás található.

## Külső hivatkozások
- Hivatalos oldal
- Községinfó
- Kornyavölgy Szlovákia térképén
- E-obce.sk Archiválva 2008. február 7-i dátummal a Wayback Machine-ben